# Samba Yonga
Samba Yonga est une journaliste zambienne et une consultante en médias.
Elle a longtemps travaillé comme rédactrice pour Big Issue (pour l'édition zambienne), un journal de rue hebdomadaire basé au Royaume-Uni et diffusé dans plusieurs pays de langue anglaise, et a écrit pour plusieurs autres publications. Samba Yonga est la fondatrice de Ku-Atenga Media, une société de conseil en médias, et a été désignée comme l'une des femmes les plus influentes d'Afrique, une  « Power of 40 », par le magazine sud-africain Destiny en 2017.

## Eléments biographiques
Samba Yonga a commencé à s'intéresser au journalisme après avoir remporté un prix pour une nouvelle qu'elle avait écrite. Elle est allée à l'université et a travaillé à temps partiel pour un journal local. Après avoir obtenu son diplôme, Samba Yonga a trouvé du travail en développant des idées pour des programmes télévisés et radiophoniques. Elle a ensuite été nommée à la tête du magazine pour la jeunesse Trendsetters. Elle a également écrit pour le magazine OkayAfrica et The Guardian. Elle a été directrice éditoriale du magazine The Big Issue (pour l'édition zambienne), lancé par le Réseau international des journaux de rue en 2007.
Samba Yonga a créé une société de conseil en médias, Ku-Atenga Media, appelée ainsi à partir du mot « créer » en luvale, sa langue maternelle. Peu après, elle a quitté la Zambie pour préparer un master en médias mondiaux et communication de traduction à l'université de Londres. À son retour, elle a commencé à développer Ku-Atenga, en fournissant des services de conseil en stratégie de communication. L'entreprise travaille désormais pour des clients locaux et internationaux, dont le gouvernement zambien, l'Union européenne et les Nations unies.
Samba Yonga a lancé le projet Narratives of Silenced Voices pour rechercher et publier les histoires de femmes africaines dans l'histoire,. Le projet a été mené en collaboration avec le Kvinnohistoriskt museum (sv), un musée de l'histoire des femmes en Suède, et la militante zambienne Mulenga Kapwepwe.
En 2016, Samba Yonga s’appuie sur ces partenaires pour fonder le musée virtuel de l'histoire des femmes de Zambie. Le but est de mettre en exergue le rôle des femmes dans les communautés précoloniales et de faire revivre les héritages culturels dont bénéficie la Zambie, presque effacés par le colonialisme. C’est initialement un musée virtuel consultable uniquement en ligne, mais avec l'objectif de disposer à terme d'un lieu physique pour permettre l'exposition des artefacts collectés dans le cadre du projet. Le Musée zambien de l'histoire des femmes a travaillé avec des ethnographes suédois pour faciliter le rapatriement numérique des objets et artefacts culturels zambiens,.
Samba Yonga tient également un blog. Elle a été aussi désignée  comme l'une des femmes les plus influentes d'Afrique en 2017, une « Power of 40 », par le magazine sud-africain Destiny.